# Jostabær
Jostabær (Ribes × nidigrolaria) også kaldet "solstik" er en krydsning indenfor ribs-slægten. Den beskrives populært som en krydsning mellem stikkelsbær og solbær, men er resultatet af et avlsprogram som også omfatter oregonstikkelsbær (Ribes divaricatum). Smagen af bærrene ligger et sted mellem stikkelsbær og solbær. Hos de umodne bær dominerer smagen af stikkelsbær, mens smagen af solbær tiltager med bærrenes modenhed.

## Beskrivelse
Jostabær er buske med en bred, opret til overhængende vækst. Skuddene er oftest uden torne. Bladene sidder spredt og er bredt ægformede med fem lapper og groft tandet rand. Begge bladsider er svagt hårede og græsgrønne.
Blomstringen foregår i april-maj, hvor man finder blomsterne samlet i korte klaser med 3-5 blomster fra bladhjørnerne. De enkelte blomster er 5-tallige og regelmæssige med gammelrosa kronblade. Frugterne er bær, som minder om store solbær i form og farve. De udvikles fra grønne over røde til næsten sorte og modner i juni-juli.
Rodsystemet er kraftigt og både dybtgående og udbredt.
Højde x bredde og årlig tilvækst: 2,00 x 2,00 m (30 x 30 cm/år).

## Anvendelse
Frugterne er udmærkede til chutney, marmelade og saft, men de kan også spises rå. Selv langvarig nedfrysning ødelægger ikke bærrenes anvendelighed.
| Portal | Portal:Botanik |